# San Cristóbal (Cuba)
Pour les articles homonymes, voir San Cristóbal.
San Cristóbal est une ville et une municipalité de Cuba dans la province d'Artemisa.
Avant 2011, cette municipalité dépendait de la province de Pinar del Río.

## Géographie

### Situation
La ville de San Cristóbal est située à 84 km sud-ouest de La Havane et 25 km sud-ouest de sa capitale de province Artemisa. Elle est à environ 20 km de la côte sud de Cuba. 
La municipalité s'allonge dans le sens nord-ouest / sud-est jusqu'au golfe de Batabanó au sud.

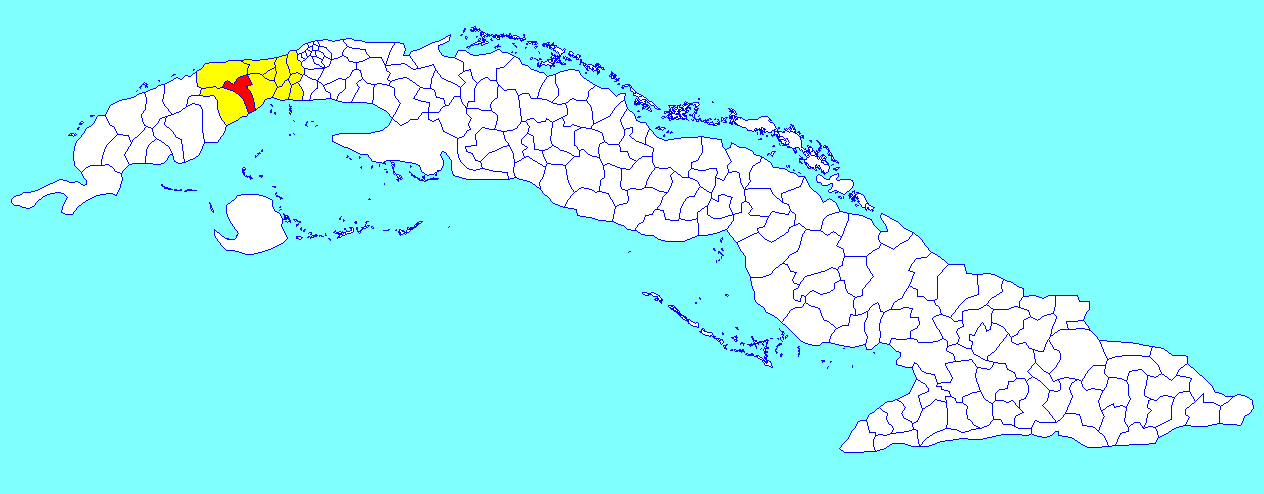
Municipalité de San Cristóbal dans la province d'Artemisa

### Divisions administratives
La municipalité inclut 12 consejos populares :
- Niceto Pérez
- Ciro Redondo
- Fierro
- Santa Cruz de los Pinos
- Los Pinos
- Mango Jobo
- San Cristóbal 2
- Río Hondo
- José Martí
- San Cristóbal 1
- López Peña
- Taco Taco

## Population
En 2022, la population de la municipalité était estimée à 71 098 habitants ; pour une surface de 934,9 km2, la densité de population est de 76,05/km².
Lors du recensement de 2012, la ville comptait 29 119 habitants.